# 萩之亂
萩之乱（日语：／），是1876年於山口縣萩市爆發的士族反乱。
1876年10月24日熊本县爆發神風連之乱。同年10月27日，福冈县爆發秋月之乱。呼應前述兩起士族反論，前参议员前原一诚、奥平健輔等山口县士族约200人發動叛乱。后来成為第26任首相的田中义一在13岁时也参与了叛乱。

## 概要
前參議前原一誠辞职后在家乡接触各地不满武士。前原听文熊本城神风连起義时，在舊藩校明倫馆招募同志。10月26日，为攻打山口县廳，派遣使节催促须佐育英馆馆长坂上忠介、多根卯一等人，以及德山的同志今田浪江。10月28日，前原一誠率领“殉國军”起兵，但由于政府已察覺行動，故前原决定改變策略，从须佐，经紫福，沿山阴道，向东进军，向天皇直诉。10月30日，与 67名須佐兵士合流，共300多人就地佔領，確保兵糧。然而，从海路前往滨田时，由于天气恶劣，被迫在江崎登陆。10月31日，前原从萩市越滨撤回明倫馆，遭到政府军伏击，發生巷战。由于弹药不足，前原等人以本隊为诱饵，派出小仓信一、有福洵允等幹部5名作為別動隊。小仓等人在萩市遭到海军少将三浦梧楼率領的廣島鎮台部與军舰孟春攻擊。11月6日止，政府军順利镇压。同時，长州藩剑术指南役的内藤作兵卫遭误射身亡。
另一方面，前原一诚、奥平等幹部和随从白井林藏，及马来木工，共7人，从萩越海滨，乘船出港前往东京。然而，因天气恶劣，被迫停泊宇龙港(今出云市内)。11月5日，遭到岛根县令佐藤信宽包围。在给予辩解机会为条件下，前原一誠等人投降。另外，在起义之前，与前原有聯絡的原会津藩士的永冈久茂，在10月29日袭撃千叶县厅未遂，即思案桥事件。
12月3日，山口縣法院和萩市临时法院（法官岩村通俊），在不给言詞辯論的机会下，下达判决。適用法务大臣大木喬任制定的临时暴徒處分例，前原一诚作為首謀，與奥平、横山俊彦、佐代一清、山田穎太郎、有福旬允、小仓信一、河野义一，處以斩首。72人判处有罪，1人无罪，299人无罪释放，共计 372 人。

## 叛乱对松下村塾的影响
此叛亂中，松下村塾最年長的前原一诚為首，眾多塾生，及吉田松阴亲属，如玉木家、吉田家、杉家，都卷入其中。玉木正誼、吉田小太郎戰死；玉木文之進切腹，關閉私塾。松陰兄長杉民治隱居，直到1880年，重開松下村塾。1890年，因教育敕語，松下村塾又再度关闭。

## 脚注
1. 1 2  原 剛 2002，第47頁.

## 相关项目
- 日本历史年表